# Буйволоводство в Азербайджане

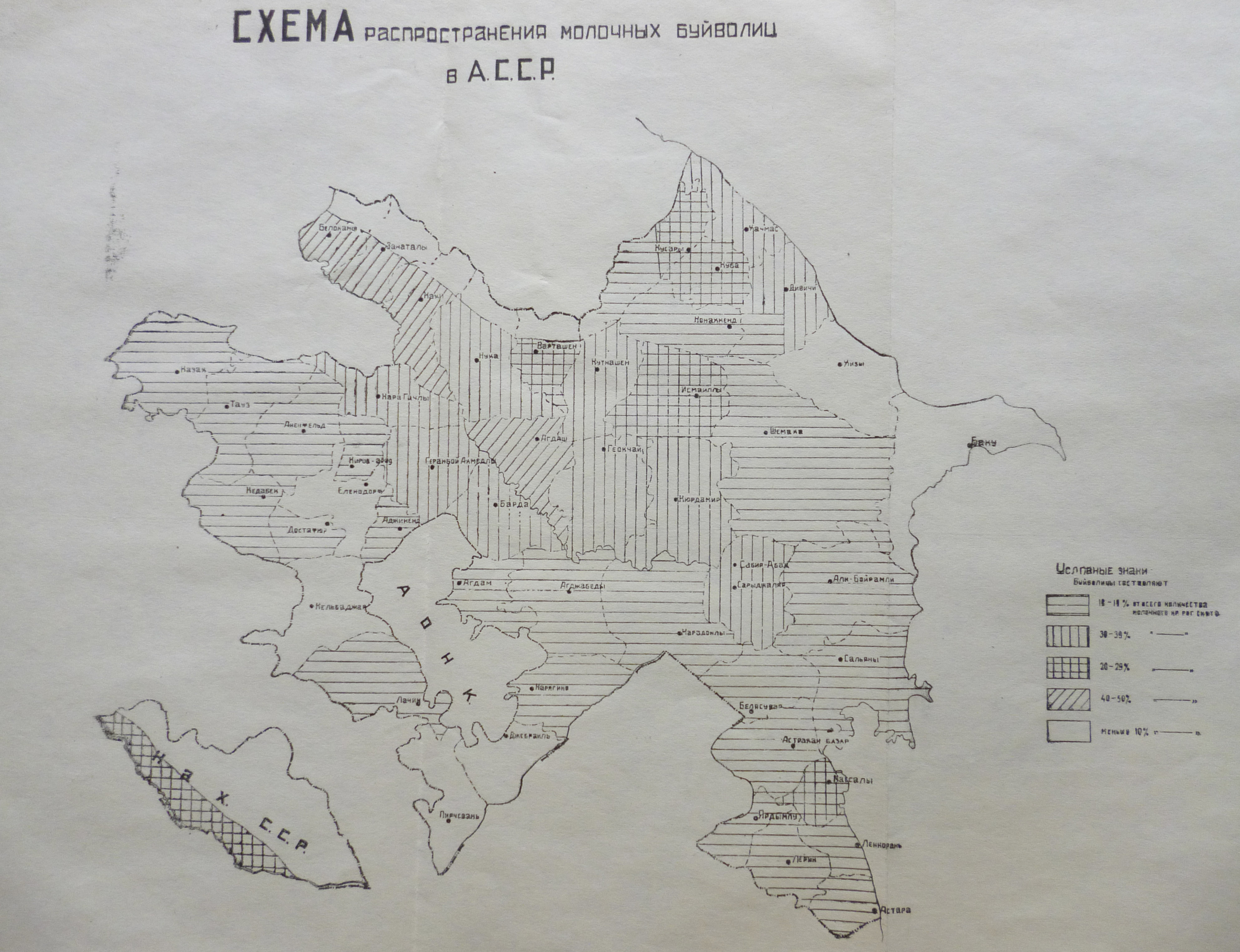
Схема распространения молочных буйволиц
в Азербайджанской ССР в середине 1930-х годов

Буйволоводство в Азербайджане является важной отраслью животноводства. Так к 1990 году на Азербайджан приходилось более 70 % поголовья буйволов в СССР. Из всего поголовья азербайджанских буйволов около 63 % содержались в личных хозяйствах колхозников, рабочих и служащих. В постсоветский период поголовье буйволов в Азербайджане стало сокращаться. В 2013 году в стране насчитывалось 265 тыс. голов буйволов.

## Характеристика популяции
Азербайджанский (кавказский) буйвол — это одомашненный азиатский буйвол. Его средняя высота в холке составляет 130—132 см, косая длина туловища 138—142 см, обхват груди 187—191 см. Голова груба и относительно невелика. Лоб у буйволов короткий, достаточно широкий и выпуклый. Затылок, лицевая часть головы вытянута. Рога крупные, большей частью направленные назад, их верхняя поверхность ребристая, нижняя — закруглённая; у основания рогов — кольца. По количеству колец на рогах буйволиц можно определить число отёлов. Количество зубов такое же, как и у крупного рогатого скота. Шея длинная, узкая и тонкая. Холка высокая и очень длинная. Спина короткая, широкая, крышеобразная. Поясница длинная, широкая, плоская, прямая. Крестец приподнят. Зад широкий, свислый, крышеобразный, суженный в седалищных буграх. Грудь глубокая, средней ширины. Брюхо объёмистое. Хвост может быть различным по длине, его пристановка глубокая. Вымя среднее чашеобразной формы с четырьмя сосками. Костяк грубый, толстый, мускулатура сухая. Кожа толстая и грубая. Волос редкий, длинный, жёсткий. Голова и плечи хорошо покрыты волосами, круп и ляжки почти голые. Буйвол устойчив к ряду эпизоотических заболеваний.
Буйвол обладает хорошей способностью к нагулу по сравнению с крупным рогатым скотом. По данным на конец 1940-х годов, средний живой вес взрослых буйволиц в Азербайджане составлял 442 кг. У лучших буйволиц живой вес достигал 686 кг, а у самцов — 720 кг. Вес кяли (кастрированных буйволов) достигал 900—1000 кг. Существенным недостатком буйвола как сельскохозяйственного животного является позднеспелость: азербайджанский буйвол достигает полового созревания не раньше 6 лет.
Буйволы в Азербайджане разводятся преимущественно для получения молока. К концу 1940-х годов, по данным Азербайджанской опытной станции, годовые удои буйволиц составляли 543—2048 кг; рекордные удои достигали 3187 кг и выше. Максимальные суточные удои достигали 13,2 л. Молоко буйволиц имеет белый цвет с голубоватым оттенком. Парное молоко имеет резкий специфический запах. Оно обладает высокой жирностью — в среднем в два раза выше чем в коровьем молоке. Продолжительность лактации в среднем составляет 283 дня. Молоко буйволиц используется для изготовления масла и твёрдых сыров. В сельских районах буйволы также традиционно используются как транспортное животное. Кяли (кастраты) сильнее обычных волов, пара кялей может везти груз до 2—3 т, их скорость составляет 3—3,5 км/ч. Мясо буйволов употребляется в пищу. Сало буйволов твёрже говяжьего и содержит больше стеариновой кислоты. Убойный вес составляет 40—50 %. Кожа может быть использована для изготовления обуви.
Буйволы распространены по территории Азербайджана неравномерно (см. схематическую карту). Разведению буйволов благоприятствует жаркий климат и обилие воды, в горах выше 1800—2000 м буйволов не разводят. По данным 1930-х годов, наибольший процент буйволов в общем стаде крупного рогатого скота достигался в трёх регионах. Первый — это районы вдоль течения Куры от Кюрдамирского до Самухского района, а также районы вдоль течения рек Алазани и Иори — там процент буйволов в общем стаде крупного рогатого скота составлял 30—50 %. Второй массив — это Хачмазский и Дивичинский (Шабранский) районы на берегу Каспийского моря, где процентное соотношение примерно такое же. Третий массив — это Астрахан-Базарский (Джалильабадский) и Масаллинский районы, где процент буйволов в общем стаде крупного рогатого скота составлял 30—40 %

## Галерея

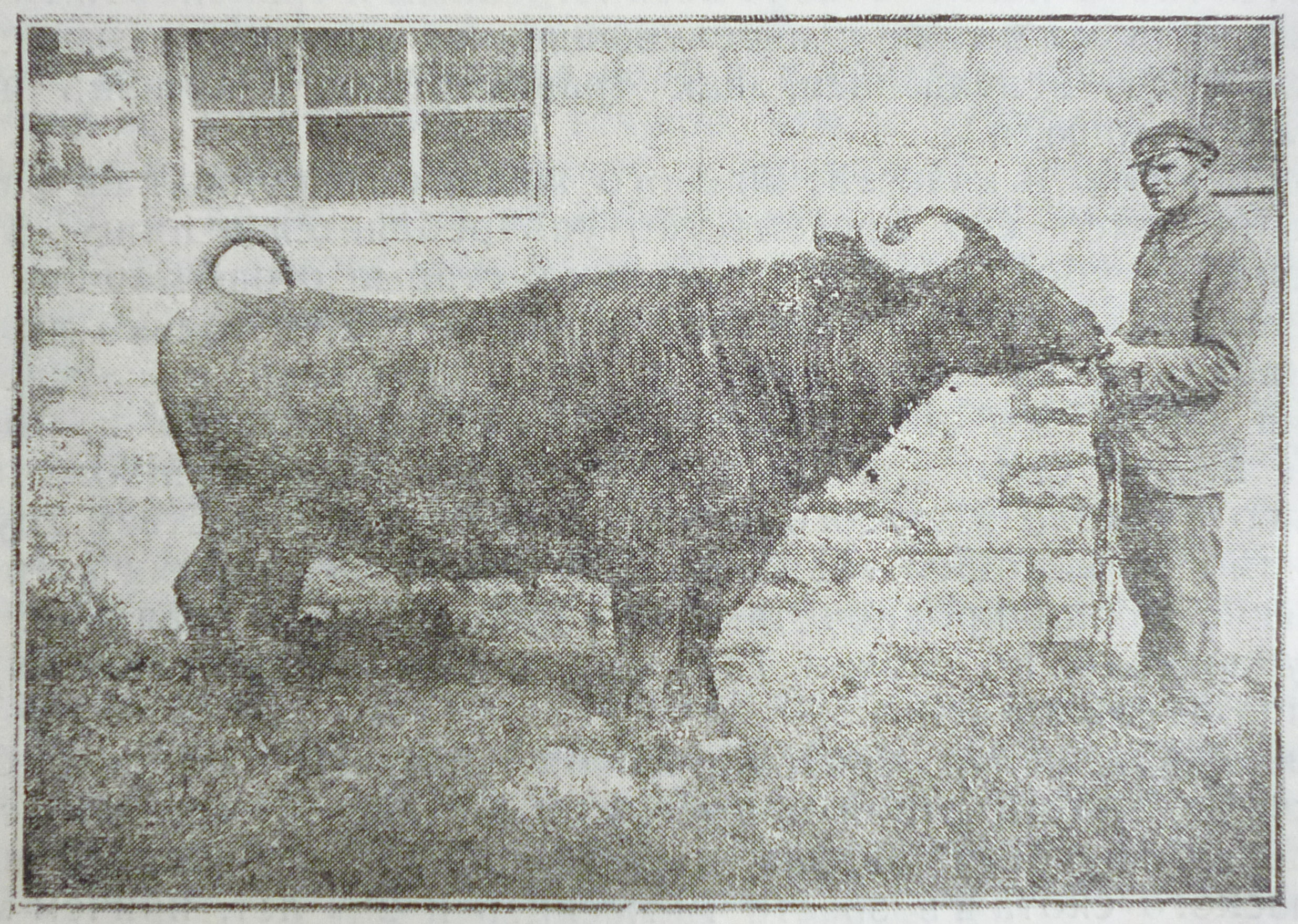
Буйвол-производитель "Аблякым" Азербайджанской зоотехнической станции, возраст 5 лет, живой вес 540 кг.
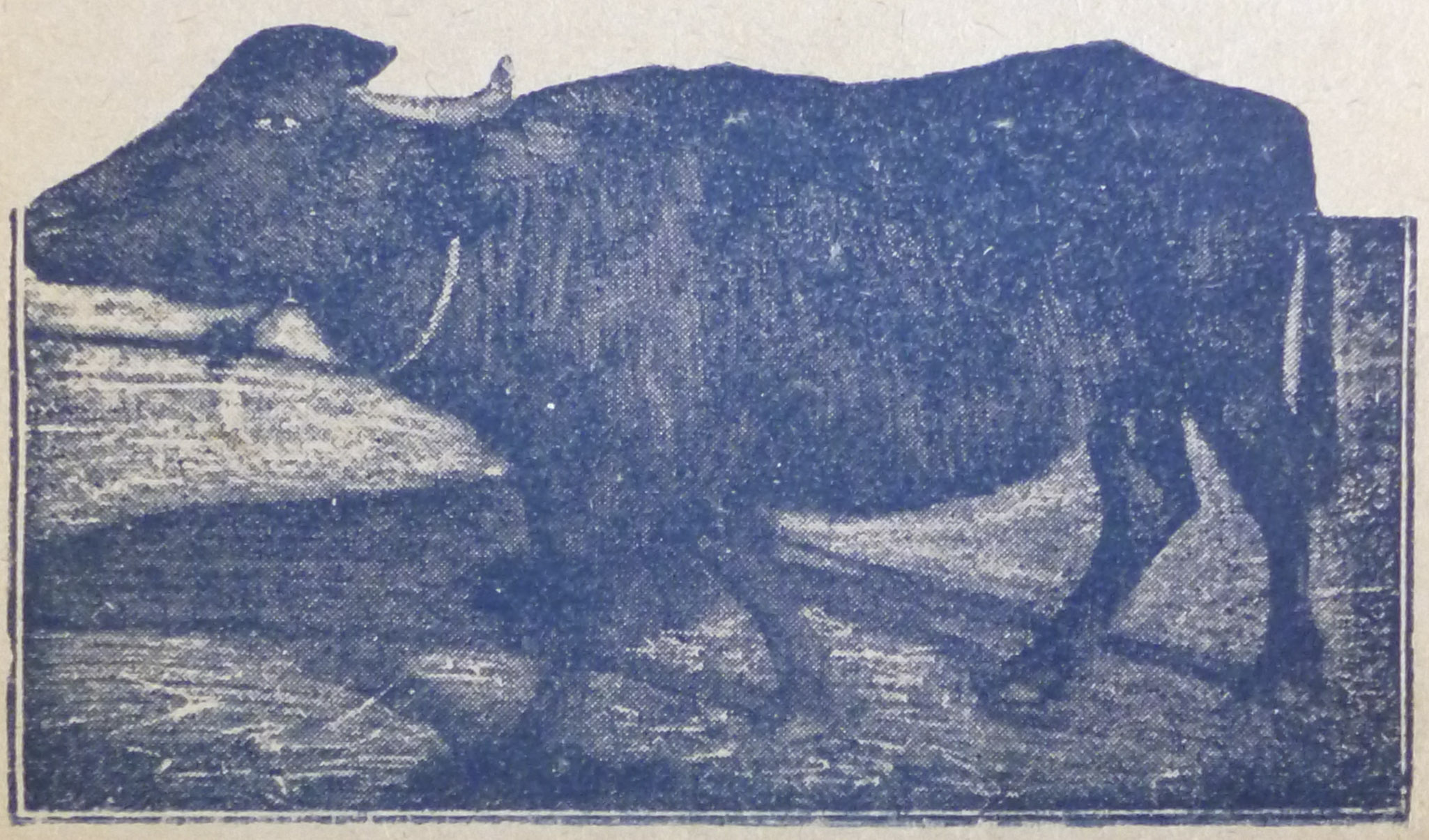
Буйволица № 62 "Агриппина", возраст 8 лет, живой вес 461 кг, годовой удой 1813,2 л.
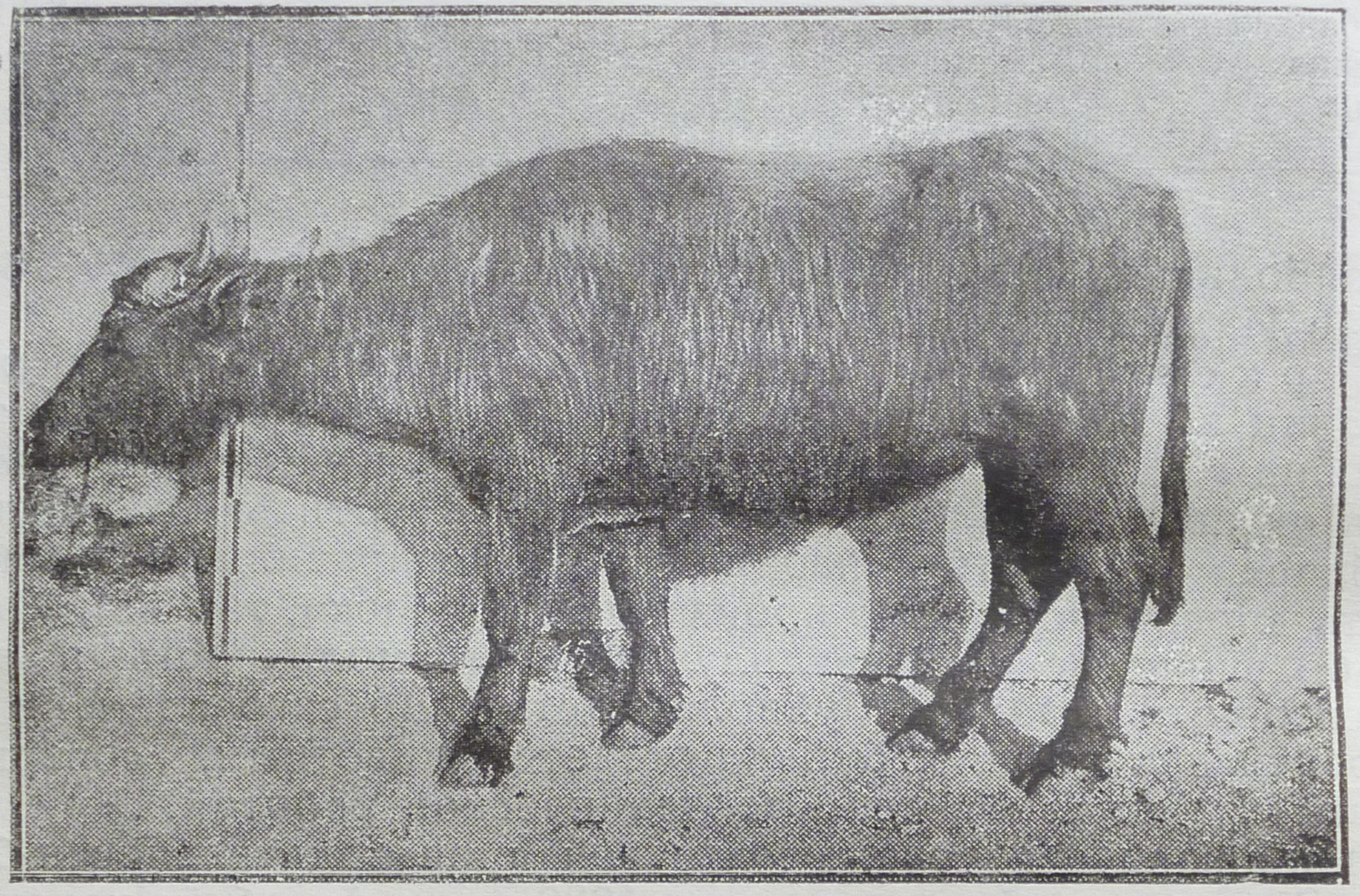
Буйволица № 15 Азербайджанской зоотехнической станции, возраст 7 лет, рост 132 см, живой вес 462 кг, годовой удой 1270 л.
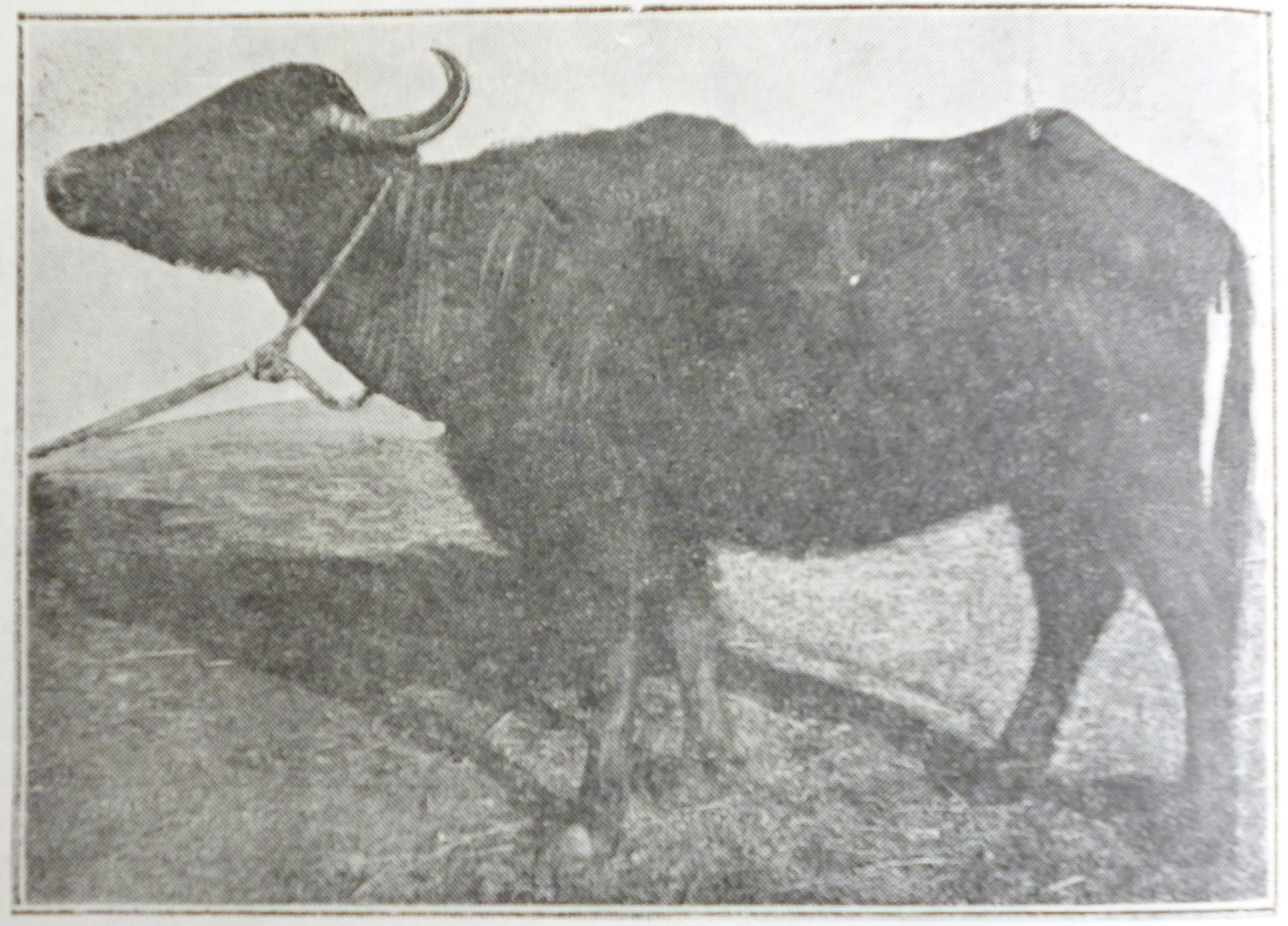
Буйволица № 5 "Амалия", возраст 9 лет, живой вес 525 кг, годовой удой 1699,6 л.